# José Luis Ebatela Nvo
José Luis Ebatela Nvo (ur. 29 października 1972) – lekkoatleta z Gwinei Równikowej, specjalizujący się w biegach na 1500 m oraz długodystansowych, olimpijczyk.
Jego pierwszą, dużą, międzynarodową imprezą były w 1998 r., mistrzostwa świata w półmaratonie w szwajcarskim Usterze. Z nowym rekordem życiowym, 1:13:01, zajął 129. miejsce w gronie 135 zawodników. 2 lata później, w 2000 r., uzyskał prawo startu na letnie igrzyska olimpijskie do australijskiego Sydney. Mimo nieuzyskania odpowiedniego minimum na igrzyska dostał dziką kartę od organizatorów, dzięki czemu mógł uczestniczyć w zawodach. Jednocześnie był najstarszym zawodnikiem w reprezentacji Gwinei Równikowej, mając 27 lat. Na samych igrzysk wystartował w biegu na 1500 m, w 2. biegu eliminacyjnym zajął 13. pozycję, przez co nie awansował do kolejnej fazy zawodów. Przez kolejne lata rzadko startował w dużych imprezach. W 2001 roku wziął udział w mistrzostwach świata w kanadyjskim Edmonton. W 1. biegu eliminacyjnym na 1500 m zajął 11. pozycję. Ten wynik nie pozwolił mu awansować do kolejnej rundy.
Jest rekordzistą Gwinei Równikowej w biegu na dystansie 10 000 m.

## Osiągnięcia
| Rok  | Impreza                           | Miejsce  | Konkurencja         | Lokata       | Wynik   |
| ---- | --------------------------------- | -------- | ------------------- | ------------ | ------- |
| 1998 | Mistrzostwa świata w półmaratonie | Uster    | półmaraton          | 129. miejsce | 1:13:01 |
| 2000 | Igrzyska olimpijskie              | Sydney   | bieg na 1500 metrów | eliminacje   | 4:06,14 |
| 2001 | Igrzyska frankofońskie            | Ottawa   | bieg na 1500 metrów | eliminacje   | 4:06,21 |
| 2001 | Mistrzostwa świata                | Edmonton | bieg na 1500 metrów | eliminacje   | 4:08,01 |

## Rekordy życiowe
- bieg na 1500 metrów – 4:06,14 (25 września 2000, Sydney).
- bieg na 5000 metrów – 15:08,1 (7 lutego 1998, Malabo).
- bieg na 10 000 metrów – 31:52,2 (7 lipca 2002, Mongomo) rekord Gwinei Równikowej.
- półmaraton – 1:13:01 (27 września 1998, Uster).